# イタコ

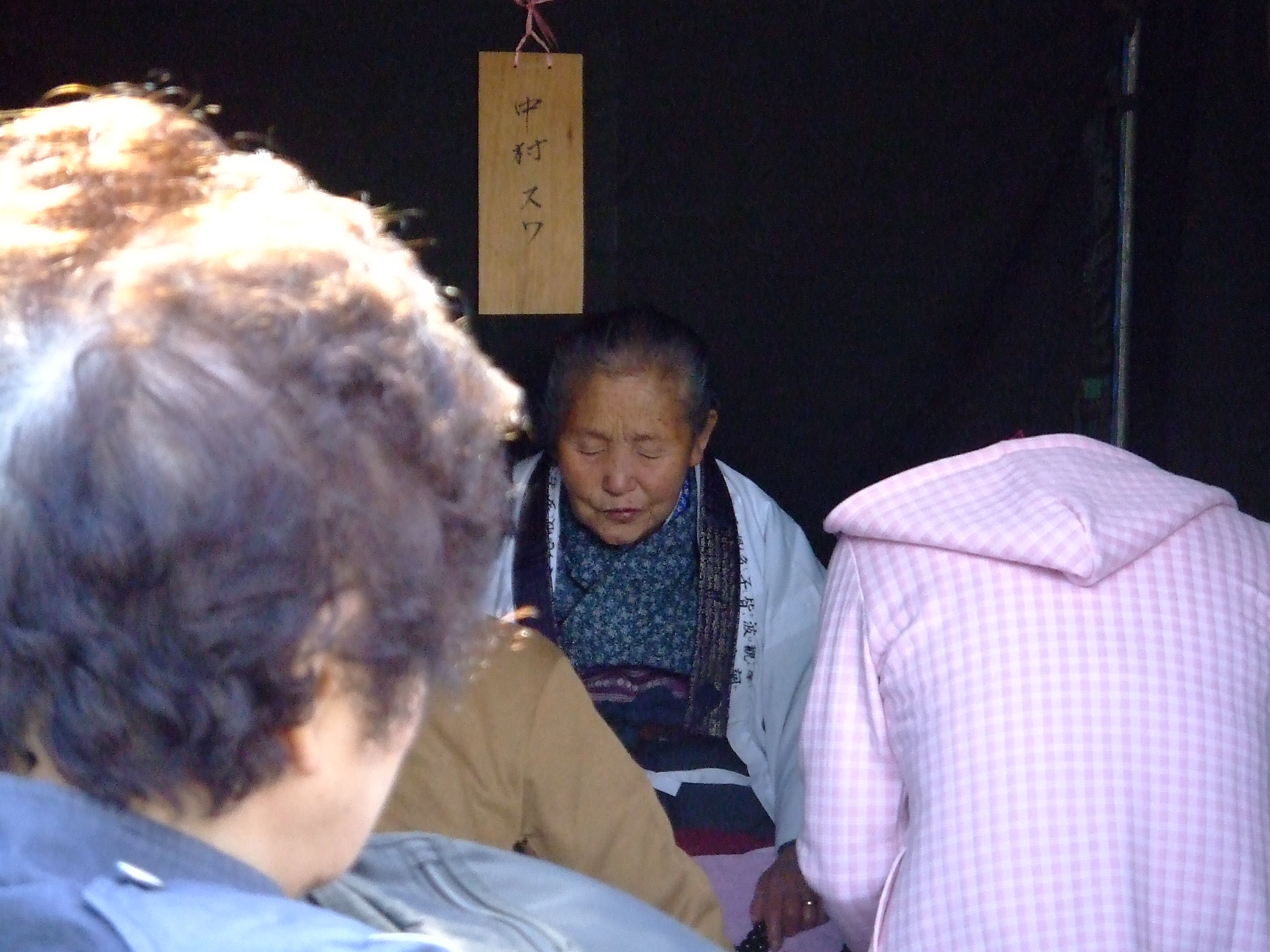
イタコ（2006年10月）

イタコは、日本の東北地方の北部で口寄せを行う巫女のことであり、巫の一種。
シャーマニズムに基づく信仰習俗上の職である。
南東北（東北地方の南部）では、旧仙台藩領域（岩手県の南側約1/3と宮城県）でオガミサマ、山形県でオナカマ、福島県でミコサマ、オガミヤと呼ばれる。福島県・山形県・茨城県ではワカサマとも呼ばれる。

## 概要

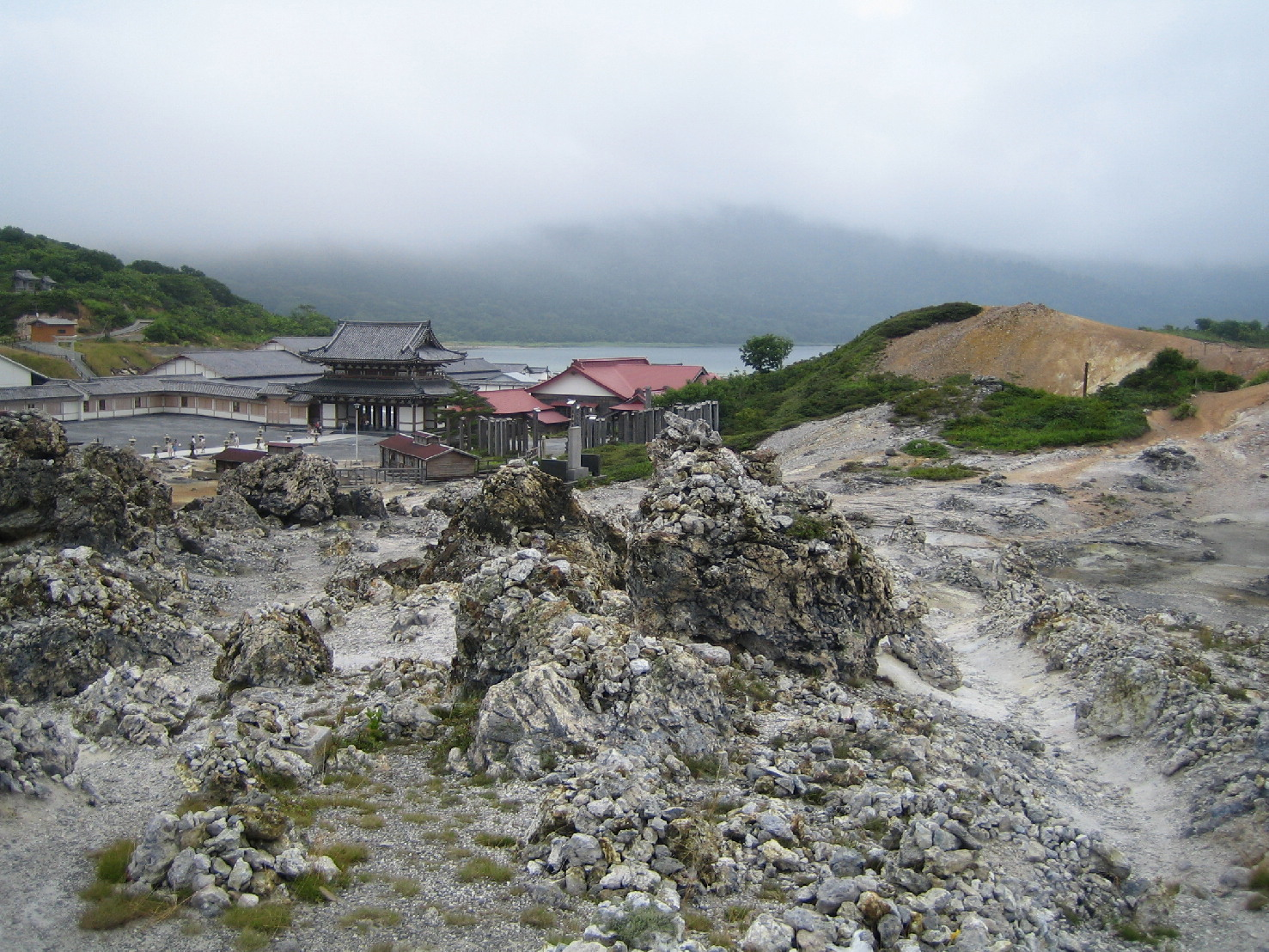
イタコの口寄せを聞けるという恐山

口寄せは、霊的感作によりあらゆる人種、動物でも呼び出せるとされる。
口寄せ以外にもイタコには「オシラアソバセ」を執り行う役目がある。「オシラアソバセ」とは、東北の民間信仰であるおしら様の御神体である二体の人形を遊ばせることである。オシラサマは各家庭に祀られており、一部地域ではその家庭の家族の代わりにイタコがおしら祭文を読み上げる。オシラサマのベースである杓子、瓢や柄杓に関する信仰を膨大に集め、これが「魂を集める採り物」であるとした柳田國男の説を承けた折口信夫によれば、これはマナを寄せるための依り代である。
イタコは憑き物のお祓い、悪魔祓い、虫封じ、魔除け、身体のおまじないなどの際、イラタカ数珠を用いる。イラタカ数珠のイラタカは伊良太加、苛高、最多角、刺高などと書き、300個以上の黒いムクロジの木の実をつなぎ合わせたもので、雌雄の鹿の角、猪の牙、熊の爪、鷹の爪、狐の顎骨や狼等の野獣の骨などを付けたものである。また津軽地方ではイタコが梓弓（カバノキ科の落葉高木である梓の木で作られた丸木の弓）の弦を細い竹の棒で叩いて音を出し、霊を梓弓に宿らせ、それをさらにイタコ自身の身体に憑依させる形態もみられたという。
東海道中膝栗毛等に登場する、イチコとよばれる巫女は、常陸の国や京阪地方では、「神社に座し湯立てをする」巫女の称であるが、東京近辺ではイタコの様な巫女を指す。
沖縄県や鹿児島県奄美群島にはユタという在野の霊能力者が、イタコに似た霊的カウンセリングを生業とすることで広く知られており、こちらは葬祭そのものを扱うことも多い。
| 県                       | 地方       | 名称           | 無形民俗文化財 選択年月日 |
| ------------------------ | ---------- | -------------- | ------------------------- |
| 秋田県                   |            | イタコ         | 1983年12月16日            |
| 青森県                   | 津軽地方   | イタコ         | 1979年12月7日             |
| 青森県                   | 南部地方   | イタコ         |                           |
| 岩手県                   |            | イタコ         |                           |
| 旧仙台藩（旧一関藩）領域 | オガミサマ | 1982年12月21日 |                           |
| 旧仙台藩（旧一関藩）領域 | オガミサマ | 宮城県         | 1981年12月24日            |
| 福島県                   |            | ミコサマ       | 1980年12月12日            |
| 山形県                   | 村山地方   | オナカマ       | 1978年12月8日             |

## 語意・語源
イタコの語源についてはいくつかあり、沖縄のユタの韻との共通性、「斎く」（いつ-く）が転化したイチコからの変化、神の委託をする委託巫女であるとするもの、アイヌ語の語るの意味イタック等からの変化、神降ろしの巫具としての板が用いられたこと等の通説がある。
柳田國男は、アイヌ語で「神がこう仰った」の意味のitak説や、御倉板挙神はミクライタケノカミと読み、神の御言を伝える物の神格化ではないかとする説等を紹介しながら、イタコの語源は斎（イツキ）であり、それが元の儀礼を襲いながら零落し神にせせられて放浪するようになった者の一部が、イタコ、エチコ、イタカ、イチコ、モリコと呼ばれたとした。

## イタコになる修行
イタコは、先天的もしくは後天的に目が見えないか、弱視の女性の職業であった。日本の東北地方に多く見られる習俗・民間信仰で、夏の恐山大祭（青森県）で行われるものが特に知られている。青森県の「津軽のイタコの習俗」と秋田県の「羽後のイタコの習俗」は、国の選択無形民俗文化財となっている。
盲目や弱視の女性がイタコになったのは、かつては生活の糧を得るためという事情もあった。第二次世界大戦の終結、高度成長期などを経て、日本の生活環境も大きく変化していった。と同時に、厳しい修行を必要とするイタコに敢えてなろうとする者も極めて少なくなっていった。そのため、現役のイタコのほとんどは高齢者である。
堀一郎によれば、目が悪い子供はイタコの師匠に米、炭を持って入門し、1年から3年、あるいは4、5年ほど、板の間の板を打って祓いの文句、オシラ祭文を習う。そしてスキルが上がった後、ダイジュユリ、デンジュ、ユルシ、ウズメソと呼ばれるいわゆるイニシエーションを行って、一週間程氏神社にこもってから仕事をする。